# Hans Guido Mutke
Hans Guido Mutke est un aviateur allemand qui a émis l'hypothèse qu'il aurait pu atteindre le mur du son (« mach 1 ») dès 1945. 

## Le vol
Le vol au cours duquel le mur du son aurait été atteint s'est déroulé le 9 avril 1945 sur un Messerschmitt Me 262 - le premier avion de chasse opérationnel à moteur à réaction de l'Histoire - au cours d'une mission d'entrainement à haute altitude. 

## Controverse
C'est en 1990 que Hans Guido Mutke a affirmé pour la première fois qu'il pensait avoir atteint la vitesse du son lors de ce vol, en se fondant sur le comportement de l'avion et notamment ses violentes vibrations, alors que son compteur de vitesse indiquait 1 100 km/h. 
Cependant, des tests effectués par son constructeur pendant la Seconde Guerre mondiale sur le Messerschmitt Me 262 ont montré que l'appareil devenait incontrôlable en piqué à Mach 0,86. 
Il est toujours généralement admis aujourd'hui que le premier homme à avoir franchi le mur du son est Chuck Yeager, en 1947, à bord d'un Bell X-1.

## Sources
- Flypast magazine (page 31)- novembre 2011